# Хуан Луїс Вівес
Хуáн Луїс Вівес (ісп. Joan Lluís Vives; 6 жовтня 1492, Валенсія, — 6 травня 1540, Брюгге) — іспанський філософ, гуманіст і педагог. Вихователь Марії Тюдор, майбутньої королеви Англії.

## Молодість
Вівес народився у Валенсії в єврейській родині, що звернулася в християнство. У дитинстві, він побачив свого батька, бабусю і прадіда, а також членів його великого сімейства, страчених як крипто-іудаістів з волі іспанської інквізиції; його мати була виправдана, але померла від чуми, коли йому було 15 років. Незабаром після цього він покинув Іспанію і ніколи не повернувся.
Він взяв участь в академії Валенсії, де він був учнем Джерома Амігетиса і Даніеля Сіссе. Школа була у владі схоластики, діалектика і диспут також грали центральну роль в освіті.
«Навіть самі молоді вчені звикли не мовчать, вони завжди стверджують енергійно, що приходить в їхні голови, щоб їм не хотілося відмовитися від суперечки. Також не один диспут, або навіть два в день виявляться достатніми, як, наприклад, за обідом. Вони сперечаються на сніданок, вони сперечаються після сніданку; вони сперечаються перед вечерею, і вони сперечаються після вечері. Удома вони сперечаються, з дверей вони сперечаються, вони сперечаються над їх їжею, у ванні, в парилці, в церкві, в місті, в селі, в громадських місцях, в приватному порядку. Постійно вони сперечаються»

## Академічна кар'єра
Навчався в Паризькому університеті з 1509 по 1512, і в 1519 році був призначений професором гуманітарних наук в університеті міста Льовен. На вимогу свого друга Еразма він підготував складний коментар до Августина де Чівітате, який був опублікований в 1522 році з присвятою Генріху VIII в Англії. Незабаром після цього, він був запрошений до Англії, і виступав як вчитель до княжни Марії Тюдор. Для цього він написав De ratione studii puerilis epistolae duae (1523) і, нібито, De Institutione Feminae Christianae (1543) для освіти дівчат (книга, яку він присвячетив англійській королеві Катерині Арагонській).
В Англії він проживав в Corpus Christi College, Оксфорд, де він був зроблений доктором права і читав лекції з філософії. Оголосивши себе від анулювання шлюбу Генріха VIII і Катерини Арагонської, він втратив милість короля і був прикутий до його будинку протягом шести тижнів. Після звільнення, він пішов у Брюгге, де присвятив решту свого життя в складі багатьох робіт, в основному спрямованих проти схоластичної філософії і переважно беззаперечного авторитету Аристотеля. Найбільш важливим з його трактатів є De Causis Corruptarum Artium - третя частина трактату De disciplinis libri XX (1531), який займає перше місце з Organum (1620) Френсіса Бекона.
Його найважливішими педагогічними роботами є Introductio ad sapientiam (1524) які підкреслили нагальну важливість більш раціональних програм вивчення; De prima philosophia; і Exercitatio linguae latinae. Це латинські підручники, що складаються з ряду блискучих діалогів. Його філософські праці включають De anima et vita (1538), De veritate fidei Christianae; і De Subventione Pauperum Sive de Humanis Necessitatibus (На допомогу бідним) (1526), перший трактат у своєму роді в західному світі, який запропонував методи вирішення цієї проблеми міський злиднів для політики соціального законодавства. Вівес виявив за допомогою філологічного аналізу, що передбачуваний автор так званої Листа Аристеаса, який заявляє про біблійний переклад Септуагінти, можливо, не був греком, але, можливо, єврей, який жив після подій, про які він писав.
Він помер в Брюгге в 1540 році, у віці 47 років, і був похований в соборі Святого Донаціана.

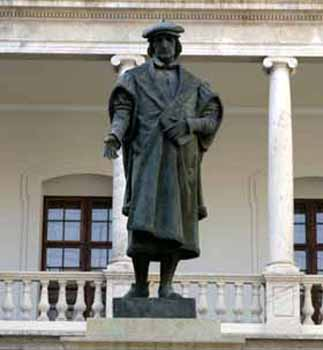
Статуя Вівеса, Валенсія

## Основні праці
- Opuscula varia (1519), колекція невеликих творів включає перші філософські праці Vives', De initiis, sectis et laudibus philosophiae.
- Adversus pseudodialecticos (1520)
- De ratione studii puerilis (1523)
- De institutione feminae christiane (1524). Присвячений Катерині Арагонській.
- Introductio ad sapientiam (1524). Найбільш важлива з його педагогічних праць.
- Satellitium sive symbola (1524)
- De subventione pauperum. Sive de humanis necessitatibus libri II (1525). Займається проблемою бідності.
- De Europae dissidiis et Republica (1526)
- De Europae dissidiis et bello Turcico (1526)
- De conditione vitae Christianorum sub Turca (1526)
- De concordia et discordia in humano genere (1529)
- De pacificatione (1529)
- Quam misera esset vita Christianorum sub Turca (1529)
- De disciplinis libri XX (1531).  Енциклопедична праця, поділена на три частини: De causis corruptarum artium, De tradendis disciplinis і De artibus. Також включає De prima philosophia seu de intimo opificio Naturae, De explanatione cuiusque essentiae, De censura veri, De instrumento probabilitatis і De disputatione.Бюст Вівеса у Брюгге Бельгія

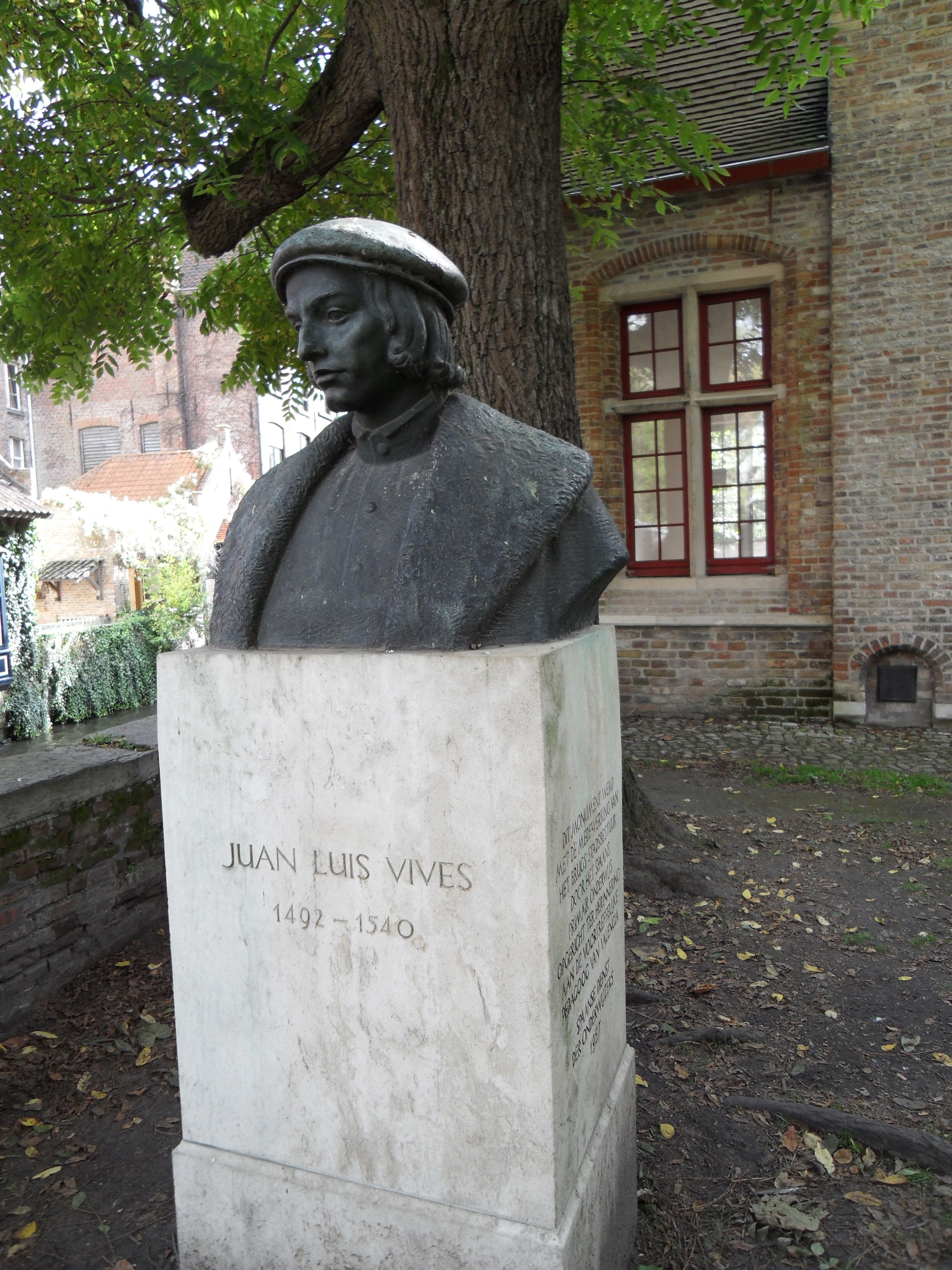
Бюст Вівеса у Брюгге Бельгія

- De consultatione liber unus (1533). Робота з дорадчої риторики
- In quartum rhetoricorum ad Herennium praelectio (1533).  Вступ до «Риторики Гереннія»
- De ratione dicendi (1533). Унікальний підхід до риторики
- De conscribendis epistolis (1534). Трактат про листописання
- Жива та життя (1538)
- Linguae Latinae exercitatio (1538)
- De Europae statu ac tumultibus. Посередництво, звернення до папи з проханням про мир між християнськими князями
- De veritate fidei Christianae (1543)

## Державна допомога для бідних
У середні віки, за допомогу бідним, як правило, відповідала Церква і фізичні осіб через милостині. Коли суспільство стало більш просунутим, ці зусилля виявилися недостатніми. У 1525 році голландське місто Брюгге просило Вівес запропонувати засоби для вирішення проблеми з бідності. Він виклав свої погляди у своєму есе De Subventione Pauperum Sive de Humanis Necessitatibus (На допомогу бідним, 1525). Вівес стверджував, що держава була зобов'язана забезпечити певний рівень фінансової допомоги для бідних, а також навчання некваліфікованих бідних ремеслам. Місто Брюгге не реалізувало пропозиції Вівес до 1557, але його пропозиції повпливали на законодавство соціальної допомоги, прийняте в Англії та Німецької імперії в 1530-ті роки.

## Сучасна актуальність
Вівес описав всебічну теорію утворення. Він, можливо, безпосередньо вплинув на есе Мішеля де Монтеня. Він захоплювався Томасом Мором і Еразмом Роттердамським.
Вівес вважається першим ученим, який проаналізував психіку безпосередньо. Він зробив великі інтерв'ю з людьми і відзначив зв'язок між їх уявленнями афекту і конкретними словами, які вони використовували, і питаннями, які вони обговорювали. Поки що невідомо, чи був Зігмунд Фрейд знайомий з роботами Вівеса, історик психіатрії Грегорі Зілбург вважає Вівеса хрещеним батьком психоаналізу. (Історія медичної психології, 1941 р.), а Джон Вотсон — і батьком сучасної психології (1915 р.).
Вівес вчив монархів. Його ідеї освіти різноманітні. Ідея дитячої освіти передує Жану-Жаку Руссо, і, можливо, побічно вплинула на Руссо через Монтеня. Серед численних «трактатів за і проти жінок» Іспанії 16-го століття, Вівес «шукає середину» (стор. XXIV—XXV), він ні жінконенависник, ні святить їх.
Однак впливовий він, можливо, був у 16 столітті. Вівес в даний час привертає мінімальний інтерес по спеціалізованих наукових областях. Вчення Вівеса надихнули дві бельгійські школи для вищої освіти (KATHO і Katholieke Hogeschool Brugge-Oostende), щоб вибрати ім'я Vives як ім'я для їх співпраці/злиття, починаючи з вересня 2013 року. Крім того, регіональна ланка Вівес з провінції Західна Фландрія (Брюгге є столицею цієї провінції) зіграла свою роль.

### Думки про душу
Вівес висловив зацікавленість в душі. Він вважав, що розуміння того, що функція душі цінніша розуміння самої душі. «Він не був стурбований, що таке душа, а те, як душа була». Нарена пояснює, що Вівес вважав, що душа мала певні характеристики. Він вважав, що найкращою частиною душі є її здатність «… розуміти, пам'ятати, розум, і суддя.» Вівес торкнувся розум в плані його пояснень душі — він стверджує, що ніхто не може просто визначити, що таке душа, але можна досягти розуміння, збираючи частини розуміння. Він порівняв душу з мистецтвом, заявивши: «Як ми сприймаємо мальоване зображення, є більш переконливим, ніж оголошення, що це картина» Вівес відхилив детермінований вид людської поведінки і сказав, що наша душа може «змінити нашу поведінку етично і соціально». Він також припустив, що те, як ми відчуваємо себе день за днем, впливає на досягнення наша душею добра чи зла.